# Kawa bezkofeinowa

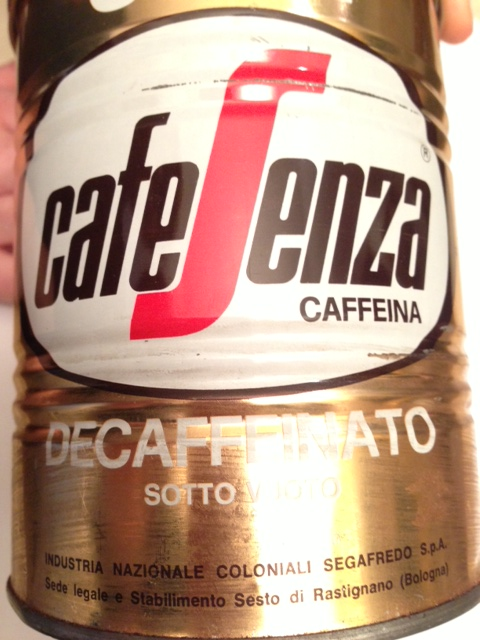
Kawa bezkofeinowa

Kawa bezkofeinowa – odmiana kawy, ze zminimalizowanym poziomem kofeiny (zazwyczaj od 1 do 7 mg w 100 ml) jeszcze na etapie segregacji ziaren za pomocą różnych metod chemicznych. Istnieje również sposób na usuwanie kofeiny z kawy za pomocą dwutlenku węgla, dzięki czemu możliwa jest produkcja kawy z certyfikatem ekologicznym.
Kawa bezkofeinowa została stworzona pod kątem osób, które powinny unikać kofeiny. Większość kaw bezkofeinowych smakuje tak samo, jak ich odpowiedniki zawierające kofeinę. Produkowana jest zarówno mielona, jak i rozpuszczalna odmiana kawy bezkofeinowej.